# Пайпер Керман
Пайпер Ерессі Керман (нар. 28 вересня 1969) — американська письменниця. У 1998 році її звинуватили у злочинній діяльності з відмивання грошей і засудили до 15 місяців ув'язнення у федеральній виправній колонії, з яких вона зрештою відбула 13 місяців. Її мемуари про тюремний досвід «Помаранчевий — новий чорний: Мій рік у жіночій в'язниці» (2010) були адаптовані в оригінальному комедійно-драматичному серіалі Netflix «Помаранчевий — хіт сезону» (2016), який здобув визнання критиків. Після виходу з в'язниці Керман багато розповідала про жінок за ґратами й проблеми федеральної тюремної системи. Зараз вона працює комунікаційним стратегом для некомерційних організацій.

## Молодість і освіта
Керман народилася в Бостоні в родині кількох адвокатів, лікарів і педагогів. Вона закінчила Свомпскоттську середню школу 1987 року й Коледж Сміт 1992 року. Керман відносить себе до білих англосаксонських протестантів; однак один з її дідусів по батьковій лінії мав російсько-єврейське походження.

## Кримінальна кар'єра
У 1993 році Керман зав'язала романтичні стосунки з Кетрін Клірі Волтерс (у її мемуарах Нора Дженсон: персонаж Алекс Воуз у виконанні Лаури Препон у серіалі), торговцем героїном, яка працювала на ймовірного нігерійського злочинного боса. Керман відмивала гроші, отримані за операції з наркотиками.
У 1998 році Керман звинуватили у відмиванні грошей і торгівлі наркотиками, вона визнала свою провину. З 2004 року вона провела у в'язниці загального режиму у Данбері 13 із 15 місяців.
Під час ув'язнення вона створила свій вебсайт «The Pipe Bomb», щоб задокументувати своє життя за ґратами.

## Пізніша кар'єра
6 квітня 2010 року видавництво Spiegel & Grau опублікувало бестселер спогадів Керман про її досвід ув'язнення «Помаранчевий — новий чорний: Мій рік у жіночій в'язниці». 11 липня 2013 року відбулась прем'єра на Netflix телеадаптації, створеної Дженджі Коен — лауреаткою премії «Еммі», авторкою серіалу «Косяки». Серіал протримався сім сезонів. Втілення Керман, Пайпер Чепмен, зіграла Тейлор Шиллінг. "Помаранчевий — хіт сезону отримав схвалення критиків і чотири нагороди «Еммі».
Керман є членом правління Асоціації в'язниць для жінок, її часто запрошують виступати перед студентами, які вивчають творче письмо, кримінологію, гендерне та жіноче право, соціологію, а також перед такими групами, як робоча група з непропорційного утримання меншин Асоціації виправних закладів США, федеральними співробітниками служби пробації, громадськими захисниками, прихильниками реформ правосуддя та волонтерами, у книжкових клубах та перед люди, які раніше або зараз перебувають у в'язниці.
10 лютого 2014 року Керман отримала нагороду «Justice Trailblazer» Коледжу кримінального правосуддя ім. Джона Джея.
25 лютого 2014 Керман дала свідчення на слуханнях щодо «Переоцінки одиночного ув'язнення» перед судовим підкомітетом Сенату з питань Конституції, громадянських прав і прав людини під головуванням помічника лідера більшості Діка Дурбіна.
4 серпня 2015 року Керман свідчила на слуханнях на тему «Нагляд за Бюро пенітенціарних установ: Розповіді з перших рук про виклики, з якими стикається федеральна пенітенціарна система» перед Комітетом Сенату з внутрішньої безпеки та урядових справ під головуванням сенатора Рона Джонсона.
З 2015 року Керман працює стратегом з комунікацій у некомерційних організаціях.
Після свого тюремного ув'язнення Керман багато разів публічно виступала від імені жінок у виправних закладах і розповідала про свій досвід.
У 2019 році вона з'явилася як гість в останньому епізоді «Помаранчевий — хіт сезону» в останній сцені у в'язниці Огайо. Керман сиділа за два місця ліворуч від Алекс як засуджена, яку відвідує її чоловік (у реальному житті). У перших титрах серіалу вона з'являється в епізодичній ролі як засуджена, яка моргає.

## Особисте життя
Керман сказала: «Я бісексуалка, тому я є частиною гей-спільноти (ЛГБТ+)». Вона здійснила камінг-аут приблизно у віці 18 років і вважала себе лесбійкою протягом більшої частини своєї юності. 21 травня 2006 Керман вийшла заміж за письменника Ларрі Сміта. Пара живе у Колумбусі, а вона викладає уроки письма у виправній установі Меріон і Огайському виправному закладі для жінок у сусідньому Мерісвіллі.

## Творчий доробок
- Помаранчевий — новий чорний: Мій рік у жіночій в'язниці
- Знайти шлях назад